# Volkstrott
Volkstrott war eine Berliner Band, die Mittelalter-Rock unter anderem mit Dudelsack und Violine spielte.

## Geschichte
Die Band wurde 1999 von Benjamin Blisse und David See unter dem Namen Volxtrott gegründet. Zu Anfang spielte die Band stärker an den Punk angelehnte Musik, allerdings auch damals schon mit Geige. 2001 wurde nach einigen Umbesetzungen und einer Verschiebung des Musikstils der Name in Volkstrott geändert.
Im Dezember 2002 erschien mit Lebenswürdig die erste Demo-EP, im Februar 2005 folgte mit Spielsucht die zweite. Außerdem spielten Volkstrott viele Konzerte.
2006 verließ Sänger David See die Band, um sich ganz der Theater-Schauspielerei zu widmen. Trotz eines schon unterschriebenen Plattenvertrags stand zu diesem Zeitpunkt eine Auflösung der Band im Raum. Es wurde aber mit „LeBen“ ein neuer Sänger gefunden.
Im Frühjahr 2007 erschien das erste Album namens Todeskunst, das von Kritikern unterschiedlich aufgenommen wurde. Mit der CD und deutschlandweiten Auftritten stieg der Bekanntheitsgrad der Band außerhalb der Region Berlin-Brandenburg. Am 21. November 2008 erschien ihr nächstes Album Im Angesicht der Barbarei. Beide Alben wurden von Soulfood produziert.
Volkstrott spielte als Support von Coppelius, Cultus Ferox, Fiddler’s Green, Letzte Instanz, ASP, Schandmaul und Corvus Corax. Der Dudelsackspieler der Band, Feuerteufel, spielt seit 2009 bei Cultus Ferox.

## Diskografie
Alben
- 2007: Todeskunst (CD; John Silver Verlag)[1]
- 2008: Im Angesicht der Barbarei (CD; John Silver Verlag)[2]

EPs
- 2002: Lebenswürdig (CD; Eigenproduktion)
- 2005: Spielsucht (CD; Eigenproduktion)

Kompilationsbeiträge
- 2004: Im Schatten auf Return To Light Vol. 01 (Bright Light Records)
- 2005: Todeskunst, Im Schatten und Meine Seele auf Spielsucht/Flammenmahl (Split-Promo-CD mit DevilsKiss)
- 2007: Zu schön auf Gothic Spirits – Sonnenfinsternis 2 (Golden Core / ZYX)
- 2007: Zu schön auf Zillo New Signs & Sounds 04/07 (Zillo Musicmedia Verlag)
- 2008: Der Tod ist in der Stadt auf Zillo New Signs & Sounds 11/08 (Zillo Musicmedia Verlag)
- 2009: Der Tod ist in der Stadt auf Gothic lifestyle 1 – G Mode 1 (Gothic Lifestyle/Batbeliever Releases)